# 氫氧化鋁(I)
氫氧化鋁(I)是一種無機化合物，分子式為AlOH，存在於太空中，也可人工製備而得。

## 特性
氫氧化鋁(I)分子在一顆高氧含量的紅超巨星的星周包層被探測到，在此之前金屬或氫氧化物被認為極少存在於該處。
其Al-O的鍵長為1.682 Å、O-H的鍵長為0.878 Å；其旋轉常數為15,740.2476 MHz、鍵離解能為0.02481 MHz、四級偶合常數為-42.4 MHz。

## 製備
氫氧化鋁(I)可藉持續加熱鋁金屬，使氣化的鋁與過氧化氫反應而得。另外在10K溫度的固態氬中凝結氣化鋁、氫和氧混合物，能得出氫氧化鋁(I)以及Al(OH)2、Al(OH)3、HAl(OH)2、cyc-AlO2、AlOAl分子。